# 혹멧돼지
혹멧돼지(warthog)는 멧돼지과에 속하는 우제류의 일종이다. 학명은 Phacochoerus africanus이다. 몸길이 190cm, 꼬리길이 48cm, 어깨높이 90cm, 몸무게 200kg이다. 눈밑과 송곳니 사이에 혹이 붙어 있어 혹멧돼지라 불린다. 이빨은 44개이고 수컷의 송곳니는 입 밖으로 나와 위를 향해 자라 있다. 암컷은 2-7마리의 새끼를 낳는다. 사하라 이남 아프리카에 분포한다. 천적으로는 사자, 치타, 표범, 점박이하이에나, 줄무늬하이에나, 갈색하이에나, 리카온, 나일악어 등이 있다.
디즈니의 만화영화인 《라이온킹》에 나오는 품바가 혹멧돼지이다.

## 사진

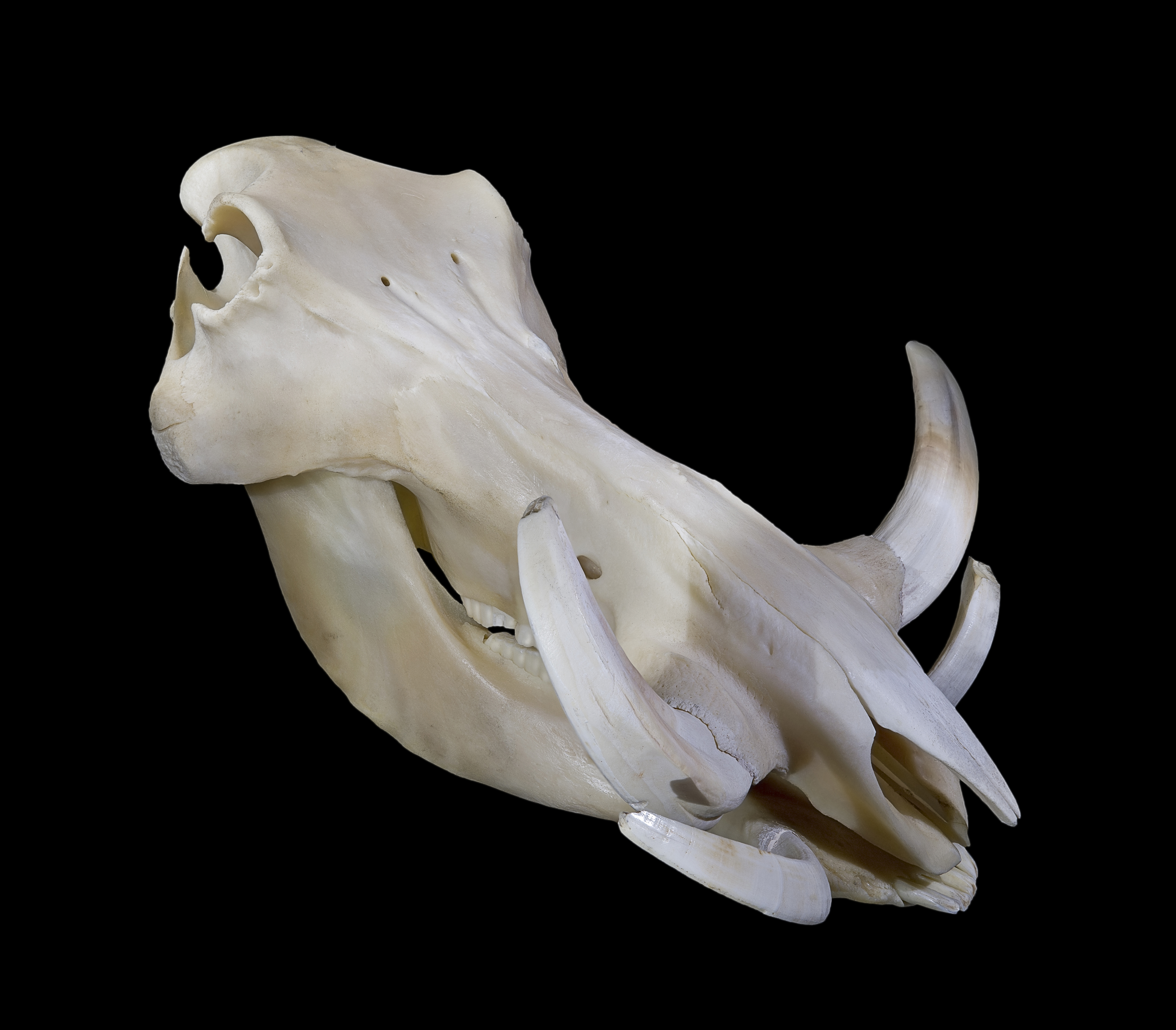
두개골